# Agassiz-Eiskappe
Die Agassiz-Eiskappe ist eine Eiskappe im Nordosten der Ellesmere-Insel. Benannt ist sie nach Louis Agassiz. Das Schmelzwasser speist den Lake Tuborg im Osten.
Im Norden grenzt sie an das Northern Ellesmere Icefield, im Süden an die Prince of Wales Mountains.